# Roman Neustädter
Roman Neustädter (russisch Роман Петрович Нойштедтер, wiss. Transliteration Roman Petrovič Nojštedter; * 18. Februar 1988 in Dnipropetrowsk, Ukrainische SSR; heute Dnipro, Ukraine) ist ein russischer Fußballspieler. Er steht beim belgischen Erstdivisionär KVC Westerlo unter Vertrag und ist nach zwei früheren Länderspielen für die deutsche Nationalmannschaft seit 2016 im Aufgebot der russischen Nationalmannschaft vertreten.

## Familie
Romans Vater Peter Neustädter wuchs als Sohn russlanddeutscher Eltern im heutigen Kirgisistan auf, besaß nach der sowjetischen zeitweilig die kasachische, später nur noch die deutsche Staatsangehörigkeit. Er war ebenfalls Fußballspieler. Romans Mutter war Russin und ließ sich später mit der Familie als Deutsche einbürgern.
Als Roman Neustädter geboren wurde, stand sein Vater Peter beim ukrainischen Verein Dnipro Dnipropetrowsk unter Vertrag. 1992 kam die Familie, nachdem sie während Peter Neustädters Zeit beim kasachischen FK Qairat Almaty bei den Großeltern in Kirgisistan gelebt hatte, als russlanddeutsche Aussiedler nach Deutschland, weil der Vater zum badischen Karlsruher SC in die Bundesliga gewechselt war. Nach einem Jahr in Sachsen, wo Peter Neustädter für den Chemnitzer FC spielte, ließ er sich mit seiner Familie 1994 im Rhein-Main-Gebiet nieder, als er zum zweitklassigen 1. FSV Mainz 05 gewechselt war. Dort verbrachte der Vater mehr als ein Jahrzehnt als Spieler und wurde später Trainer der zweiten Mannschaft.
Roman Neustädters jüngerer Bruder Daniel ist ebenfalls Fußballspieler; er war unter anderem bei der TuS Koblenz, bei den Providence Friars in den USA und beim SuS Stadtlohn aktiv.
Neustädter ist verheiratet und hat einen Sohn.
Im Mai 2016 nahm Roman Neustädter die russische Staatsbürgerschaft anstelle der deutschen an.

## Vereinskarriere

### 1. FSV Mainz 05
1994 meldete Peter Neustädter Roman beim 1. FSV Mainz 05 an. Sowohl Vater als auch Sohn blieben dem Verein über Jahre treu. Als Roman alle Mannschaften der Nachwuchsabteilung durchlaufen hatte und in der Saison 2006/07 erstmals für die zweite Mannschaft von Mainz 05 aufgestellt wurde, war Peter Neustädter sein Trainer. In den folgenden beiden Spielzeiten etablierte sich Roman als Stammspieler in der Oberliga-Mannschaft und stieg 2008 als Tabellenerster in die Regionalliga auf. In der Hinrunde 2008/09 der 2. Bundesliga gab er sein Debüt in der ersten Mannschaft; er wurde sechsmal eingewechselt.

### Borussia Mönchengladbach

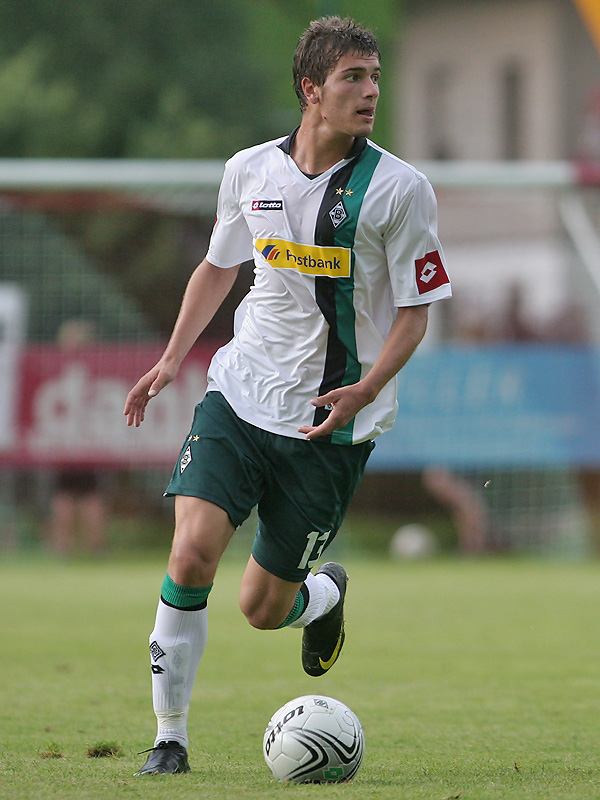
Neustädter bei Borussia Mönchengladbach (2009)

Zur Saison 2009/10 wechselte Neustädter zu Borussia Mönchengladbach in die 1. Bundesliga. In seiner ersten Saison, in der Borussia Mönchengladbach am Ende den zwölften Tabellenplatz belegte, kam er in zwei Bundesligaspielen zum Einsatz. In der Folgesaison, in der die Borussia gegen den Abstieg spielte und am Saisonende den 16. Rang belegte, kam Neustädter zu 24 Einsätzen und erzielte ein Tor. Seine Mannschaft setzte sich in der Relegation gegen den VfL Bochum durch und verblieb in der Bundesliga. In der Saison 2011/12 kam Neustädter in 33 Partien zum Einsatz; er gab eine Torvorlage. Mönchengladbach belegte zum Saisonende den vierten Tabellenplatz und zog damit in die Play-offs zur Champions League ein. Er bildete eine Doppelsechs mit dem Norweger Håvard Nordtveit. Seinen zum 30. Juni 2012 auslaufenden Vertrag verlängerte er nicht und verließ Borussia Mönchengladbach am Ende der Saison 2011/12.

### FC Schalke 04
Zur Saison 2012/13 verpflichtete der FC Schalke 04 Neustädter. Er unterschrieb einen bis zum 30. Juni 2016 laufenden Vertrag. Sein Debüt für Schalke gab er am 19. August 2012 beim 5:0-Sieg im Ersthauptrundenspiel des DFB-Pokals gegen den Drittligisten 1. FC Saarbrücken in der Startelf. Am 18. September 2012 debütierte er in der Champions League beim Gruppenspiel gegen Olympiakos Piräus. Gegen den VfL Wolfsburg erzielte er am 7. Spieltag der Saison 2012/13 seinen ersten Treffer für die Schalker. Er war in der Hinrunde Leistungsträger und festigte seinen Platz auf der Doppelsechs, meist neben Jermaine Jones. Er absolvierte als einziger Spieler von Schalke 04 alle 17 Hinrundenspiele über die komplette Spielzeit und erzielte dabei drei Tore. Ab November 2012 wurden seine Leistungen schwächer und in der Rückrunde konnte er kaum noch an die in der Hinrunde gebotenen Leistungen anknüpfen. Im Champions-League-Achtelfinal-Rückspiel gegen Galatasaray Istanbul erzielte er sein erstes Tor in diesem Wettbewerb. Gegen Ende der Rückrunde konnte er sich leistungstechnisch stabilisieren und wurde Teil des Kaders der deutschen Nationalmannschaft für eine USA-Reise.

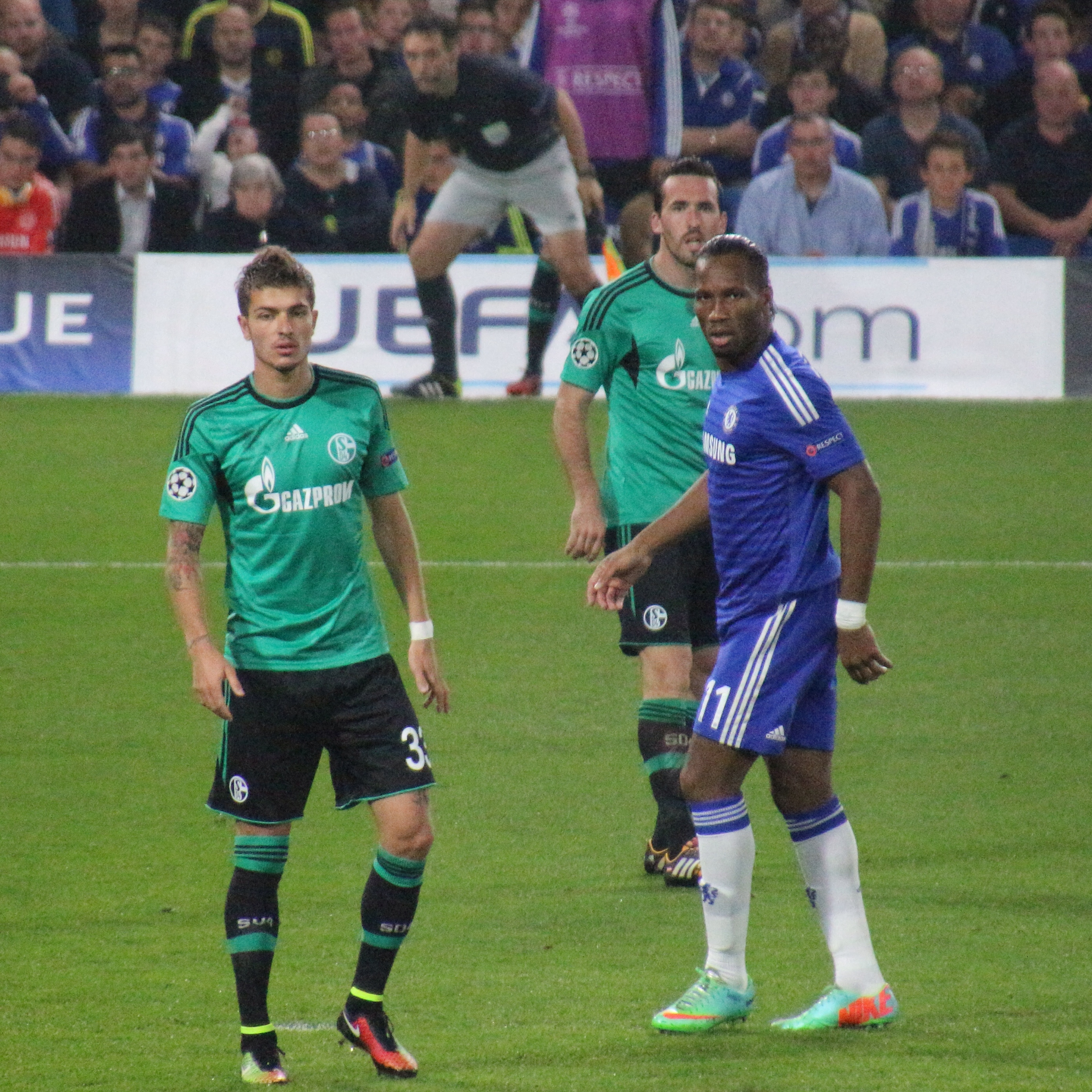
Neustädter (l.) mit Schalke in der Champions League gegen den FC Chelsea (2014)

Zur Saison 2013/14 war er trotz der Verpflichtung des Talentes Leon Goretzka wieder im defensiven Mittelfeld gesetzt. Anfangs spielte er überwiegend neben Marco Höger oder Dennis Aogo, zum Ende der Hinrunde und zum Beginn der Rückrunde war sein Partner Kevin-Prince Boateng. Leistungstechnisch konnte er wieder an seine starken Phasen der Saison 2012/13 anknüpfen. Während der Hinrunde der Saison 2014/15 lief Neustädter bis auf wenige Ausnahmen als Innenverteidiger auf. Auch der neue Trainer Roberto Di Matteo setzte auf die Dienste Neustädters in einer Fünfer-Abwehrkette. Am 16. Spieltag im Spiel gegen den SC Paderborn 07 erzielte Neustädter das entscheidende 2:1. Schalke überwinterte in der Champions League als Gruppenzweiter und landete in der Liga zum Schluss der Hinrunde auf dem fünften Platz. Diese Platzierung erreichte die Mannschaft auch am Ende der Saison. Neustädter kam aber, auch aufgrund der Verpflichtung von Matija Nastasić, nur noch selten zum Einsatz. Trotz der direkten Qualifikation zur UEFA Europa League verließ Di Matteo nach einer die Qualifikation gefährdenden Niederlage am letzten Spieltag den Verein. Unter dem neuen Trainer André Breitenreiter kam Neustädter infolge der Ausfälle von Nastasić und Kapitän Benedikt Höwedes bis zum 8. Spieltag der Saison 2015/16 regelmäßig in der Innenverteidigung zum Einsatz.
Sein zum Saisonende 2015/16 auslaufender Vertrag wurde nicht verlängert.

### Fenerbahçe Istanbul
Der türkische Erstligist Fenerbahçe Istanbul sicherte sich Neustädters Dienste nach der Fußball-Europameisterschaft 2016 für die folgende Saison. Er kam in der Saison 2016/17 im Ligaalltag zu lediglich 18 Einsätzen und wurde dabei als Innenverteidiger oder als defensiver Mittelfeldspieler eingesetzt. Mit Fenerbahçe schied Neustädter in den dritten Qualifikationsrunde zur UEFA Champions League gegen die AS Monaco aus, konnte sich allerdings für die Gruppenphase der UEFA Europa League qualifizieren, nachdem man sich in den Play-offs gegen die Grasshoppers aus Zürich durchsetzen konnte. In der Folge überstand man die Gruppenphase, in der die Gegner der ukrainische Vertreter Sorja Luhansk, Feyenoord Rotterdam und der spätere Titelträger Manchester United waren, und schied in der Zwischenrunde aus, nachdem sich der russische Erstligist FK Krasnodar als zu groß erwies. Im Laufe dieser Europatournee kam Neustädter zu insgesamt acht Einsätzen. In der Saison 2017/18 erkämpfte er sich einen Stammplatz und war als Innenverteidiger gesetzt. In dieser Spielzeit wurde Neustädter mit Fenerbahçe Istanbul türkischer Vizemeister, international war man allerdings nicht erfolgreich, nachdem man in der Qualifikation zur UEFA Europa League in den Play-offs gegen den nordmazedonischen Vertreter Vardar Skopje ausschied. Die Saison 2018/19 war die dritte und letzte Saison von Neustädter im Trikot des Vereins aus dem asiatischen Teil Istanbuls. In dieser war er anfänglich Stammspieler, verlor seinen Platz allerdings im Laufe der Rückrunde. Zum Ende der Saison wurde die Teilnahme in europäischen Wettbewerben verpasst. Die Saison 2018/19 verlief international besser als in der vorangegangenen Saison: Zwar wurde die Qualifikation für die Gruppenphase der UEFA Champions League verpasst, nachdem man in der dritten Qualifikationsrunde gegen Benfica Lissabon ausschied, allerdings konnte man genau wie in der Saison 2016/17 in der Gruppenphase der EL weiterspielen. Man überstand die Gruppenphase, nachdem man sich als Gruppenzweiter durchsetzte, und schied in der Zwischenrunde gegen Zenit St. Petersburg aus.

### Dynamo Moskau

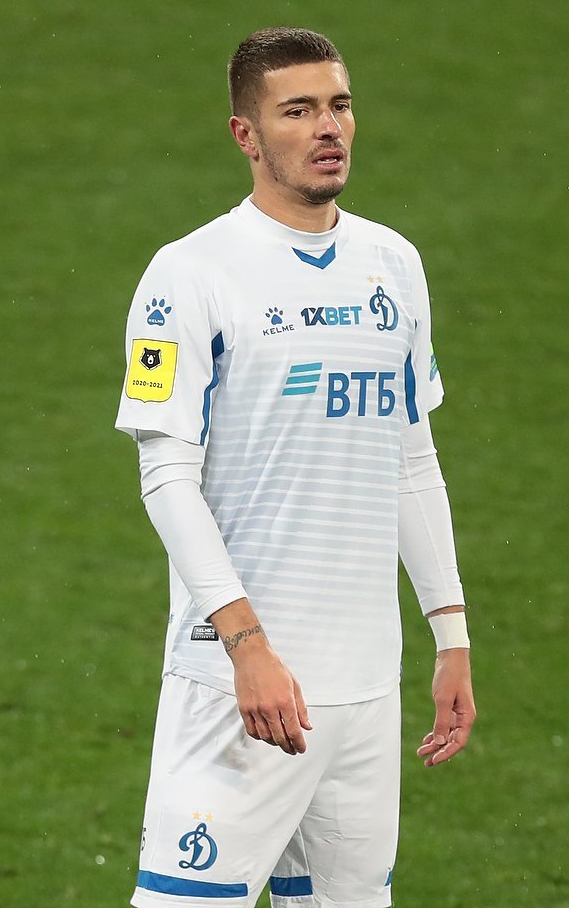
Neustädter als Spieler von Dynamo Moskau (2020)

Anfang August 2019 schloss er sich Dynamo Moskau an. Neustädter kam in der Saison 2019/20 zu 20 Einsätzen und wurde dabei ausschließlich als defensiver Mittelfeldspieler eingesetzt. Auch in der neuen Saison gehörte er nicht zu den Stammspielern und gehörte oftmals nicht dem Spieltagskader an. Insgesamt kam Neustädter in seiner zweiten und letzten Saison zu 16 Einsätzen, wobei er als Innenverteidiger oder als defensiver Mittelfeldspieler eingesetzt wurde.

### KVC Westerlo
Nach über einem halben Jahr Vereinslosigkeit wurde er Ende Februar 2022 zunächst bis Saisonende vom belgischen Zweitligisten KVC Westerlo verpflichtet. Im Rest der Saison 2021/22 bestritt er 2 von 10 möglichen Ligaspielen für Westerlo. Zur Saison 2022/23 stieg Westerlo in die Division 1A auf. Mitte Juni 2022 wurde sein Vertrag für die Saison 2022/23 verlängert. Dort bestritt er 34 von 40 möglichen Ligaspielen, in denen er ein Tor schoss, sowie ein Pokalspiel für Westerlo. Nach Saisonende unterschrieb Neustädter eine erneute Vertragsverlängerung, diesmal bis zum Ende der Saison 2023/24. In der Saison 2023/24 waren es 31 von 40 möglichen Ligaspielen und ein Pokalspiel. In der nächsten Saison kam er auf 21 von 40 möglichen Ligaspielen, in denen er ein Tor schoss.

## Nationalmannschaft

### Deutschland
Neustädter ist zweimaliger deutscher U-20-Nationalspieler. Sein einziges Spiel für die U-21 machte er beim Lobanowskyj-Pokal in der Ukraine gegen den Iran.
Am 14. November 2012 spielte er erstmals für die deutsche A-Nationalmannschaft, als er im Freundschaftsspiel in Amsterdam gegen die Niederlande eingewechselt wurde. Für eine Länderspielreise der Nationalmannschaft in die USA wurde er erneut nominiert, auch weil die Akteure des FC Bayern München und Borussia Dortmund aufgrund des Champions-League-Finales ausfielen. Im Spiel am 29. Mai 2013 in Boca Raton gegen Ecuador absolvierte er sein Startelfdebüt in der Nationalmannschaft und wurde in der 66. Minute für Stefan Reinartz ausgewechselt. Er bereitete das 4:0 durch Lars Bender vor.

### Russland
Grundsätzlich war Neustädter für fünf Nationen spielberechtigt: für Kirgisistan (Geburtsort des Vaters), Kasachstan (Vater besaß die Staatsangehörigkeit), Russland (Geburtsort der Mutter), die Ukraine (Geburtsort) und Deutschland (besaß die Staatsangehörigkeit). In der Vergangenheit hatte Neustädter sich jedoch nicht bemüht, eventuelle Staatsbürgerschaften zusätzlich zu erhalten, und besaß deswegen nur die deutsche. Im Januar 2016 traf er sich mit Mitgliedern des russischen Fußballverbandes, um zukünftig für die russische Nationalmannschaft spielen zu können, und beantragte danach die russische Staatsbürgerschaft. Er erhoffte sich bereits die Teilnahme an Testspielen im März des Jahres, sein Antrag verzögerte sich aber.
Im Mai 2016 wurde Neustädter, zunächst weiter ohne russischen Pass, erstmals in den vorläufigen russischen Kader für die Europameisterschaft 2016 in Frankreich berufen. Am 18. Mai 2016 wurde er schließlich durch den russischen Präsidenten Wladimir Putin eingebürgert und folglich in den endgültigen Kader übernommen. Dadurch verlor er gleichzeitig die deutsche Staatsbürgerschaft, da er die Prüfung einer Beibehaltung der deutschen Staatsbürgerschaft mit Blick auf das Turnier nicht mehr abwarten wollte.
Am 1. Juni 2016 gab er sein Länderspieldebüt für Russland, als er im Testspiel gegen Tschechien in der 64. Minute eingewechselt wurde. Bei der Europameisterschaft stand er beim ersten Spiel gegen England in der Startaufstellung. Danach stand er auch gegen die Slowakei in der ersten Elf, wurde aber in der Halbzeit ausgewechselt und im letzten Spiel gegen Wales nicht mehr berücksichtigt. Mit dem letzten Platz in der Gruppe war das Turnier danach für das Team beendet. Er wurde in den vorläufigen Kader für den Konföderationen-Pokal 2017 berufen, wurde aber nicht für das endgültige Aufgebot berücksichtigt. Bei der Weltmeisterschaft in Russland schaffte es Neustädter nicht in den finalen 23er-Kader. In der neuen UEFA Nations League spielte er seit September 2018 wieder regelmäßig für die russische Nationalmannschaft.
Sein bisher letztes Länderspiel bestritt er am 3. September 2020 gegen Serbien. Bis zum März 2021 wurde er danach noch für Auftritte der Sbornaja nominiert, ohne dort eingesetzt zu werden. Die Einsätze für Deutschland und Russland zusammengerechnet, lief Neustädter in 15 A-Länderspielen auf.

## Spielweise
Neustädter gilt als lauf- und zweikampfstark. Bundestrainer Joachim Löw schätzte seine „sehr guten technischen Fähigkeiten“ und seine „insgesamt hohe Qualität“. Geschätzt werden seine „wahnsinnig guten Ausdauerwerte“. Er hat ein gutes Stellungsspiel, ist kopfballstark und kann Spielsituationen schnell erkennen und antizipieren, wirkt dabei jedoch häufig unscheinbar und vom Publikum oft unterschätzt. Richard Leipold schrieb in der Frankfurter Allgemeinen Zeitung über ihn: „Im Koordinatensystem der Fußballtaktik besitzt Neustädter einen Blick für Raum und Zeit – und für Lücken, die es zu schließen gilt. Wenn er solch eine Lücke beim Gegner bemerkt, weiß er sich im Dienste der Mannschaft zurückzunehmen und seine Mitspieler in Szene zu setzen.“
Zwar liegen seine Stärken im defensiven Mittelfeld auf der Sechserposition, jedoch wurde er in seiner Karriere von verschiedenen Trainern auch immer wieder in der Innenverteidigung eingesetzt.

## Erfolge
- Aufstieg in die Regionalliga West mit dem 1. FSV Mainz 05 II: 2008
- Aufstieg in die Bundesliga mit dem 1. FSV Mainz 05: 2009